# Porella squamulifera
Porella squamulifera là một loài rêu tản trong họ Porellaceae. Loài này được (Taylor) Trevis. miêu tả khoa học lần đầu tiên năm 1877.